# Góreczno
Góreczno est une localité polonaise du gmina de Głogówek, située dans le powiat de Prudnik (voïvodie d'Opole).